# Dasyhelea cactorum
Dasyhelea cactorum är en tvåvingeart som beskrevs av Wirth och Hubert 1960. Dasyhelea cactorum ingår i släktet Dasyhelea och familjen svidknott. Inga underarter finns listade i Catalogue of Life.